# Łukasz Załuska
Łukasz Załuska (nascido 16 de Junho de 1982 em Wysokie Mazowieckie, Polônia) é um futebolista polaco que joga no Pogoń Szczecin.

## Títulos
Celtic F.C.
- Copa da Escócia (2): 2011, 2013
- Campeonato Escocês (2): 2011/12, 2012/13